# Satoru Noda
Satoru Noda (野田 知, Noda Satoru) est un footballeur japonais né le 19 mars 1969.